# 小行星1442
小行星1442（1442 Corvina）是一颗绕太阳运转的小行星，为主小行星带小行星。该小行星于1937年12月29日发现。
該小行星以匈牙利國王馬加什一世命名。

## 轨道参数
小行星1442的轨道半长轴为2.8729612 UA，离心率为0.081。